# Panuwat Sopradit
Panuwat Sopradit (ภาณุวัฒน์ โสประดิษฐ; nascido em 29 de agosto de 2001), também conhecido como Mos (มอส) ou Moslhong é um ator e modelo tailandês. Ele é mais conhecido por seus papéis em Big Dragon (2022) e Sunset x Vibes (2024).

## Início da vida e educação
Mos nasceu na Povíncia de Loei, Tailândia em 29 de agosto de 2001. Ele estuda radiodifusão na Universidade de Banguecoque.

## Carreira
Em 2022, Mos foi contratado como artista pela Star Hunter Entertainment. Nesse mesmo ano, ele fez sua estreia como ator na televisão como Mangkorn, protagonista na série Big Dragon ao lado de Mondop Heamtan (Bank). Em 2024, ele estreou como Sun, protagonista na série Sunset x Vibes.

## Filmografia

### Cinema
| Ano  | Título               | Personagem                     | Notas           |
| ---- | -------------------- | ------------------------------ | --------------- |
| 2025 | Ta Khon              | Joy                            | Papel principal |
| TBA  | Big Dragon the Movie | Mangkorn Akira Chitsanupongkul | Papel principal |

### Televisão
| Ano  | Título                         | Personagem                     | Notas            | Canal        |
| ---- | ------------------------------ | ------------------------------ | ---------------- | ------------ |
| 2022 | Big Dragon                     | Mangkorn Akira Chitsanupongkul | Papel principal  | One31        |
| 2023 | Club Friday Moments & Memories | Joong                          | Papel principal  | One31        |
| 2023 | Y Journey: Stay Like a Local   |                                | Papel principal  |              |
| 2024 | Sunset x Vibes                 | Sun Suriyen                    | Papel principal  | iQIYI, One31 |
| 2024 | First Note of Love             | Ele mesmo (Ep. 4, 8)           | Cameo            | LINE TV      |
| 2025 | My Dream Is Fencing            | Time                           | Papel principal  | Thai PBS     |
| TBA  | Be My (Soul)mate               | Mi                             | Papel principal  |              |
| TBA  | My Truemoon                    | Mangkorn                       | Papel recorrente |              |